# Лисянская, Анна Григорьевна
Анна Григорьевна (Ганна Гиршевна) Лисянская (1 ноября 1917, Николаев — 2 декабря 1999, Арад, Израиль) — советская, российская и израильская актриса.

## Биография
Родилась в семье директора еврейского театра Шмуль-Герша Лисянского и актрисы Хаи-Соры (Софьи) Дышлис.
С 6 лет играла в театре отца, Г. Я. Лисянского, в клубе имени Свердлова. Известны её роли в спектаклях по рассказам Шолом-Алейхема. В 1932 году поступила в театральную студию при Киевском ТЮЗе, которую окончила в 1936.
Её взрослый сценический дебют состоялся в только что созданном Киевском театре музыкальной комедии УССР. В 1936—1938 гг. играла в Николаевском ТЮЗе, затем в Театре юного зрителя в Киеве. С 1941 года — актриса кино.
С 1949 актриса театров Ленинграда — Драматического театра им. Пушкина и с 1967 по 1990 Театра музыкальной комедии.
С 1993 года жила в Израиле у родственников, где умерла 2 декабря 1999 года. Похоронена на кладбище города Арада.

## Театральные работы

#### Ленинградский академический театр драмы им. А. С. Пушкина
- 1951 — «Двенадцатая ночь» У. Шекспира — Мария
- 1955 — «Пучина» А. Н. Островского — Глафира Пудовна, дочь Боровцовых
- 1956 — «Одна ночь» Б. Л. Горбатова — Люся Новожилова
- 1961 — «Потерянный сын» А. Н. Арбузова — Черёмушкина Анна Трофимовна
- 1963 — «Семья Журбиных» В. А. Кочетова и С. С. Кара. Режиссёр Л. С. Вивьен — Дуняша, жена Константина
- 1966 — «Душной ночью» Дж. Болла и С. Силлифанта — мамаша Калеба

#### Ленинградский театр музыкальной комедии
- 1966 — Софа Семеновна («Полярная звезда» В. Баснера)
- 1967 — Ольга Андреевна («Восемнадцать лет» В. Соловьёва-Седого)
- 1969 — Княгиня Цецилия («Королева чардаша» И. Кальмана)
- 1970 — Биби-ханум («Кавказская племянница» Р. Гаджиева)
- 1973 — Бабушка Домаша («Охтинский мост» В. Лебедева)
- 1975 — «Отражение» А. Колкера
- 1976 — Казачка Семеновна («Бабий бунт» Е. Птичкина)
- 1977 —  Биби-ханум («Мама, я женюсь» Р. Гаджиева)
- 1980 —  Настасья Тимофеевна («Свадьба с генералом» Е. Птичкина)

## Фильмография

### Актриса
- 1942 — Годы молодые — Настя Сорока
- 1942 — Как закалялась сталь — Христина
- 1942 — Открытие сезона. Короткометражный фильм — Катя Голубкова
- 1943 — Радуга — Малючиха
- 1943 — Дни и ночи — Аня Клименко
- 1944 — Человек № 217 — Клава Васильева
- 1944 — Черевички (фильм-опера)
- 1945 — Это было в Донбассе — Маруся
- 1946 — Старинный водевиль — Акулина Ивановна, горничная Любушки
- 1947 — Сельская учительница — Евдокия Острогова, молодая учительница / Острогова-мать
- 1949 — Великая сила — Евдокия Милягина
- 1953 — Алёша Птицын вырабатывает характер — мать Генки
- 1953 — Званый ужин. Короткометражный фильм — Надежда Сергеевна
- 1954 — Большая семья — библиотекарша
- 1955 — Двенадцатая ночь — Мария, камеристка Оливии
- 1955 — Овод — жена Грассини
- 1957 — Рассказы о Ленине — Мария Ильинична Ульянова
- 1957 — Смерть Пазухина — Настасья Ивановна Фурначева
- 1958 — Матрос с «Кометы» — Мария Ивановна
- 1958 — Пучина — Глафира Пудовна Боровцова
- 1962 — Женихи и Ножи (телефильм) — Аграфена Саввишна, трактирщица
- 1963 — День счастья — дама
- 1964 — Весенние хлопоты — жена Ивана Ивановича
- 1964 — Зайчик — ревнивая жена
- 1965 — Большая кошачья сказка (телеспектакль) — матушка Короля
- 1966 — Ленин в Польше[4] — Надежда Константиновна Крупская
- 1967 — Зависть (телеспектакль БДТ) — Анечка
- 1968 — Зыковы (телеспектакль) — Целованьева Анна Марковна
- 1969 — Экзамен на чин (короткометражный фильм) — Варя Фендрикова
- 1970 — Волшебная сила — Мордатенкова, соседка учительницы Сергеевой по коммунальной квартире
- 1971 — Достояние республики — дама
- 1972 — Брат мой — Надежда Константиновна Крупская
- 1973 — Исполняющий обязанности — архитектор «Сова»
- 1974 — Помни имя своё — подруга Зинаиды
- 1974—1977 — Рождённая революцией (6 серия) — соседка
- 1975 — Любовь с первого взгляда — Надя
- 1977 — Нос — дама
- 1978 — Три ненастных дня — Жердева
- 1979 — Трое в лодке, не считая собаки — хозяйка салона
- 1980 — Лялька-Руслан и его друг Санька — бабушка Миши
- 1982 — Где-то плачет иволга — гувернантка
- 1983 — Высокая проба — тёща Ильина
- 1989 — Искусство жить в Одессе — тётя Песя
- 1989 — Транти-Ванти — баба Груня
- 1990 — Закат — мадам Вайнер
- 1991 — Изыди! — мать еврейского семейства
- 1993 — Мимолётные сады. Короткометражный фильм

### Сценарист
- 1959 — Мальчики

### Озвучивание
- 1969 — Её имя — Весна — сваха